# بيلاستين
البيلاستين Bilastine  دواء مضاد للهستامين لمعالجة الشرى urticaria التحسسي والتهاب الملتحمة والأنف التحسسي.
يظهر تأثيره كمضاد انتقائي لمستقبل H1، ولديه فاعلية مشابهة للسيتريزين وأكثر من الفيكسوفينادين.
تمت الموافقة على استعماله في الاتحاد الأوربي عام 2010. طور في إسبانيا من قبل FAES Farma وتمت الموافقة عليه حديثاً في 28 بلداً من الاتحاد الأوربي للمعالجة العرضية لالتهاب الأنف والملتحمة الأرجي والشرى. وهو يحقق معيار التهاب الأنف الأرجي وتأثيره على الربو ARIA الحالي للأكاديمية الأوربية للأرجية والمناعيات السريرية EAACI للمعالجة المستعملة في علاج التهاب الأنف الأرجي.
البيلاستين يبدي فعالية في علاج الأعراض العينية والأمراض الآرجية، بما فيها التهاب الملتحمة والأنف (التهاب الأغشية المخاطية في الأنف والملتحمة) rhinoconjuctivitis.
إضافةً إلى ذلك، يأظهر البيلاستين تحسن جودة الحياة، وجميع الأعراض الأنفية والعين المتعلقة بالتهاب الأنف التحسسي.

## كيمياء
بيلاستين أو 2-[4-[2-[4-[1-(إيتوكسي إيتيل) بنزيميدازول-2-يل] بيبيريدين-1-يل] ايتيل] فينيل]-2-ميتيل حمض البروبيونيك، هو جزيء جديد وزنه الجزيئي 463.6 دالتون، وبنيته الكيميائية شبيهة بالبيبيريدينيل-بينزيميدازول.
يمكن إذاً أن يصنف في نفس المجموعة الكيميائية لكثير من مضادات الهيستامين الجديدة في الأسواق، على الرغم من أنه ليس مشتقاً بنيوياً وليس مستقلباً أو مصاوغاً فراغياً لأي منها، لكنه جزيء عضوي مصمم بهدف أداء كل متطلبات مضادات الهيستامين من الجيل الثاني.

## الحركية الدوائية

### التوزع
يملك توزع البيلاستين حجم توزع ظاهري 1.29كغ/ل, ويملك عمر نصفي للإطراح 14.5 ساعة, ومقدار ارتباطه ببروتينات البلازما 84-90%.

### الامتصاص والتوافر الحيوي
- يعد امتصاص البيلاستين أكثر سرعة مع عدم وجود الطعام, ويصل إلى متوسط قمة التركيز البلازمية 220 نانوغرام/مل تقريبا بعد 1ساعة من الجرعة الفردية أو المتعددة.
- ينخفض الامتصاص مع الفطور عالي الدسم وعصير الفواكه. ويقدر التوافر الحيوي الفموي العالمي له بحوالي 60%.
- يملك البيلاستين حركية دوائية خطية بمجال جرعة 2.5-220 ملغ وذلك في ضوء معطيات صحية للبالغ ومن دون أي دليل للتراكم بعد 14 يوم من العلاج.

### الاستقلاب
- لا يستقلب البيلاستين بشكل ملحوظ في الإنسان ويطرح بكمية كبيرة في كل من البول والبراز من دون تغير. (ثلث وثلثي الجرعة المعطاة على التوالي, وفقا للطور الأول لدراسة التوازن الكتلي للبيلاستين الموسوم بالإشعاع.).
- البيلاستين لا يعبر الحاجز الدموي الدماغي بسهولة ولا يستقلب عن طريق الكبد.
- 69% من الجرعة المعطاة تطرح خلال 24 ساعة.

### التداخلات الدوائية وتأثير الأطعمة
تشير البيانات قبل السريرية إلى احتمالية التداخل بين البيلاستين مع الأدوية أو الأطعمة التي تعد مثبطات أو منشطات للبروتين السكري (غليكوبروتين) p. يخفض الإعطاء المتزامن للبيلاستين وعصير الغريفون (معروف كمنشط للنقل الدوائي المتواسط بالبروتين السكري p) بشكل ملحوظ التوزع الجهازي للبيلاستين. يعزى هذا التداخل إلى تأثير فلافونوئيد عصير الغريفون المعروف على أنظمة النقل المعوية الجهازية مثل البروتينات السكرية p وببتيد نقل الشوارد العضوية (OATP).

## الديناميكة الدوائية
- يرتبط البيلاستين إلى مستقبلات الهيستامين H1 المخيخية في خنازير غينيا (Ki=44 nM) وبمستقبلات الهيستامين H1 البشرية المأشوبة (Ki=64 nM) بألفة مقاربة لألفة الأستيمازول والديفينهيدرامين، وأعلى من ألفة السيتريزين بثلاث أضعاف والفيكسوفينادين بخمسة أضعاف (Corostegui). في نماذج الفئران مختلفة، يناهض البيلاستين الفموي تأثيرات الهيستامين في النمط المعتمد على الجرعة، ولديه فعالية مشابهة لتلك للسيتريزين وأكثربـ 5.5 و10 مرات من فعالية الفيكسوفينادين.
- تشرح التحريات ماقبل السريرية ألفة البيلاستين ونوعيته لمستقبلات الهيستامين H1 مقارنة بالأنماط الفرعية لمستقبلات الهيستامين الأخرى والمستقبلات الـ 30 الأخرى من الامينات المختلفة. أثبتت التجربة في العضوية الفعالية المضادة للهيستامين والمضادة للحساسية والتي كانت مقاربة على الأقل لتلك لدى الجيل الثاني من مضادات الهيستامين H1 الأخرى مثل السيتريزين.
- أجريت الدراسات السريرية ،مستخدمة جرعات مختلفة، على تفاعل الانتفاخ والتوهج المحرض بالهيستامين لفترة أكثر من 24 ساعة، مقارنة بجرعة فموية وحيدة 10ملغ من السيتريزين. فأشارت نتائج هذا البحث إلى أنّ البيلاستين لديه على الأقل فعالية السيتريزين في إنقاص التأثيرات المتواسطة بالهيستامين لدى متطوعين أصحاء. و أنقص البيلاستن بجرعة 20ملغ و50 ملغ ، بشكل ملحوظ، تفاعلات الانتفاخ والتوهج وبسرعة أكبر من السيتريزين.

## الفاعلية السريرية
تم تقييم الفاعلية السريرية للبيلاستين في التهاب الأنف التحسسي allergic rhinitis (AR) والشرى من خلال 10 مقايسات سريرية مصممة بشكل دقيق, شارك فيها أكثر من 4.600 مريض. تم مقارنة البيلاستين والدواء الغفل ومضاد هيستامين جيل ثاني مثبت الفاعلية عند جميع المرضى (مقارن فعال). في أول تجربة أنجزت تحت شروط مراقبة ومضبوطة للتعرض للعامل المحسس ووقت التعرض مع توعية للمتطوعين بالتجربة (حجرة فيينا للإختبار), أظهر البيلاستين بجرعة 20ملغ فعالية مشابهة لفاعلية السيتريزين بجرعة 10ملغ لتخفيف أعراض التهاب الأنف التحسسي الموسمي الجهازية seasonal AR (SAR), مع بداية تأثير سريعة (1ساعة) ومدة تأثير تدوم على الأقل 24ساعة. مدة تأثير كلا المركبين هي أطول من مدة تأثير الفيكسوفينادين بجرعة 120ملغ.
- كانت الدراسات على الـSAR مزدوجة التعمية (على الطبيب والمريض) ومضبوطة الغفل وضمن مجموعة متناظرة تتضمن مرضى إناث وذكور بعمر يزيد عن 12سنة ولديهم أعراض مرضية من بداية الدراسة. تقيّم الأعراض الأنفية (عطاس، سيلان أنفي، حكة أنفية، احتقان) قبل العلاج وخلال العلاج على أسس يومية، وتقيّم الأعراض غير الأنفية (حكة العين، إدماع العين، حكة الأذن وسقف الحلق) أيضاً وفقاً لـ 0-3 موازيين، لذلك يعكس حساب جميع الأعراض (TSS) وباقي المقاييس تطور الـSAR عند المجموعة المعالجة وعند كل مريض.
- كانت دراسات الشرى (الحكاك) بالتعمية المزدوجة والمضبوطة بالشاهد الغفل ويمجموعتين متوازيتين شملت مرضى ذكور وإناث بسن فوق 18 سنة لديهم مرض ظاهر (شرى مزمن مجهول السبب) في بداية إجرء الدراسة، تم تقييم شدة الحكة وعدد وحجم البثرات الأعظمي اعتماداً على مقياس 0-3 ليكون مؤشر الأعراض الكلي والمتثابتات الأخرى تعبر بشكل صحيح عن التطور اليومي للشرى لكل مريض ولكل مجموعة قيد الدراسة، كما تم تقييم متثابتات أخرى كنوعية الحياة اليومية وحس عدم الارتياح، وبنفس السلوب تم تقييم نمط وتكرارية الأكزيمة التأتبية.

تم تسجيل تحمل الدواء والأمان العام للمعالجة، وفي دراسات الشرى ثبت أن إعطاء عشرين ملغ جرعة يومية من البيلاستين خلال 28 يوماً تكافيء من حيث مؤشر الأعراض الكلي ونوعية الحياة اليومية لخمسة ملغ ليفوسيترزين، كما أظهر بروفيل الأمان والتحمل للعلاج بجرعة عشرين ملغ بيلاستين تشابهاً مع الدواء الخلبي (الغفل).

## الجرعة
- الجرعة العلاجية للبيلاستين هي 20ملغ فمويا لمرة واحدة يوميا, وهي تظهر بداية تأثير سريعة (خلال 30-60 دقيقة).
- ينبغي أن يؤخذ فقط من قبل الأطفال الذين تزيد أعمارهم عن 12 عاما والبالغين.

## المأمونية و التحمل
- إن سمية البيلاستين التي تم التحقيق فيها في الدراسات السمية ماقبل السريرية على الفئران والجرذان و الكلاب و ذلك بعد الإعطاء الفموي والوريدي قد أظهرت عدم ملاحظة أي وفيات بعد الإعطاء الفموي وبجرعات مفرطة.
- بعد الإعطاء الوريدي فإن قيم LD50(وهي الجرعة المميتة ل50% من حيوانات التجربة)كانت 33 و 45-75 ملغ/كغ في الفئران و الجرذان على الترتيب.
- لم تلاحظ أي علامات سمية في أي عضو بعد إعطاء البيلاستين بجرعات مفرطة سواءً بالطريق الفموي (وذلك في الفئران و الجرذان والكلاب) أو بالطريق الوريدي(في الجرذان والكلاب) خلال 4 أسابيع.
- لم تشاهد أي تأثيرات على الخصوبة أو تأثيرات ماسخة أو مطفرة أو تأثير مسرطن كامن محتمل في الدراسات التي أجريت على الجرذان و الفئران و الأرانب.

## المأمونية القلبية
قيّمت المأمونية القلبية السريرية للبيلاستين في جميع التجارب السريرية التي أجريت إلى الآن (أكثر من 3500 مريض عولجوا بالبيلاستين) وفي دراسة بالطور الأول (عبر دراسة QT/QTc) صمّمت تبعاً لدليل إرشادي ICH E14 والمتطلبات الأكثر تأكيداً من إدارة الغذاء والدواء الأمريكية (FDA). عندما حلّلت بيانات مخططات القلب الكهربيائية ECG من جميع دراسات الطور الأول، لك يظهر أي تغيّر مهم في أي من المتثابتات بعد إعطاء البيلاستين بجرعات مفردة (حتى 11 ضعف الجرعة العلاجية)، أو بالجرعات المتعددة (حتى 10 أضعاف الجرعة العلاجية). لم تكشف دراسات الطور الثاني والثالث على الـAR والشرى (من ضمنها طور التمديد المكشوف لمدة 12 شهراً) أي تغيرات في الـECG، أو تطاول مهم في الفاصلة QTc بعد إعطاء البيلاستين بجرعة 20 ملغ.
صمّمت «دراسة QT/QTc الشاملة» لتقييم التأثير على الفاصلة QT/QTc، بكلا جرعتي البيلاستين العلاجيتين (20 ملغ) و(100 ملغ)، لكن مع الإعطاء المزامن لجرعة علاجية مع جرعة غير اعتيادية من الكيتوكونازول (400 ملغ/ يوم)، وهو مثبط استقلاب ونظام نقل معتمد على P-gP. قد ثبت أن البيلاستين بجرعة 20 و100 ملغ التي تعطى خلال 4 أيام، لا تحدث تغيرات هامة في مدة الفاصلة QT/QTc لدى أي من الأفراد. بشكل مماثل لم يؤدِ الإعطاء المزامن للبيلاستين 20 ملغ والكيتوكونازول 400 ملغ أي تطاول هام في الفاصلة QT/QTc يعزى للبيلاستين.

## الآثار الجانبية
- لا يبدي البيلاستين أي آثار جانبية ضارة بالقلب، ولا يؤثر على القدرة القيادية، التوصيل القلبي أو اليقظة (الانتباه).
- آثار جانبية محتملة تشمل صداع، نعاس.

### الآثار الجانبية غير الشائعة
(تصيب 1إلى 10 من المستخدمين من أصل 1000) وهي تتضمن:
- تتبع لمخطط القلب الكهربائي غير طبيعي.
- الاختبارات الدموية التي تظهر تغيرات في طريقة عمل الكبد.
- دوخة.
- ألم في المعدة.
- تعب.
- زيادة في الشهية.
- عدم انتظام ضربات القلب.
- زيادة وزن.
- غثيان (الشعور بالمرض).
- قلق.
- جفاف الأنف أو عدم الارتياح في الأنف.
- ألم بطن.
- إسهال.
- التهاب معدة gastritis (التهاب في جدار المعدة).
- دوار vertigo (دوخة أو الدوران).
- الإحساس بالتعب.
- العطش.
- عسر التنفس dyspnoea أو بحة الصوت (صعوبة في التنفس).
- حكة.
- جفاف فم.
- عسر هضم.
- القروح الباردة (الهربس الفموي).
- الحمى.
- الطنين tinnitus (الرنين في الأذنين).
- صعوبة في النوم.
- الاختبارات الدموية تظهر تغيرات في طريقة عمل الكلية, وزيادة في شحوم الدم.